# Veliki dodekakronski heksekontaeder
| Veliki dodekakronski heksekontaeder                         | Veliki dodekakronski heksekontaeder                    |
| ----------------------------------------------------------- | ------------------------------------------------------ |
|                                                             |                                                        |
| Vrsta                                                       | zvezdni polieder                                       |
| Elementi                                                    | F = 60, E = 120, V =44 ({\displaystyle \chi \,} = -16) |
| Grupa simetrije                                             | Ih, [5,3], *532                                        |
| Sklici                                                      | DU42                                                   |
| veliki ditrigonalni dodeciikozidodekaeder (dualni polieder) |                                                        |

Veliki dodekakronski heksekontaeder je nekonveksni izoederski polieder. Je dualno telo uniformnega velikega ditrigonalnega dodeciikozidodekaedra. 

## Vir
- Wenninger, Magnus (1983), Dual Models, Cambridge University Press, ISBN 978-0-521-54325-5, MR730208 stran  62